# 空の青さを知る人よ
『空の青さを知る人よ』（そらのあおさをしるひとよ）は、長井龍雪監督、CloverWorks制作による日本のアニメーション映画。2019年10月11日に東宝の配給により全国公開。
キャッチコピーは「これは、せつなくてふしぎな、二度目の初恋の物語」。
第23回文化庁メディア芸術祭アニメーション部門審査委員会推薦作品。

## 製作
本作品はアニメ監督の長井龍雪、脚本家の岡田麿里、キャラクターデザイナーの田中将賀で結成されたアニメ制作チーム「超平和バスターズ」によるオリジナル作品を原作とした『あの日見た花の名前を僕達はまだ知らない。』（通称：あの花、あのはな）、『心が叫びたがってるんだ。』（通称：ここさけ）とともに三部作として位置付けられており、前2作同様に埼玉県秩父市周辺が舞台として設定されている。さらにプロデューサーとして『君の名は。』の川村元気、『あの日見た花の名前を僕達はまだ知らない。』『心が叫びたがってるんだ。』の清水博之が参加している。なお、映画の公開が発表された2019年3月21日にノイタミナ枠のテレビアニメ『約束のネバーランド』の中で映画公開発表を記念した特別映像が公開された。
金室慎之介（しんの）の声を担当するのは吉沢亮で、吉沢は長編アニメーション映画の声優初挑戦となる。

## あらすじ
高校2年生の相生あおいは、秩父市の山あいに31歳の姉のあかねと二人暮らし。二人の両親は13年前に交通事故でそろって他界した。当時高校3年生だったあかねは、同じ高校でバンドのギター担当だった金室慎之介（しんの）と交際していたが、一緒に東京に出るという約束を断念して地元の市役所に就職し、あおいを育てる傍ら独身を貫いていた。あおいは高校を卒業したら東京に出て働きながらバンドをすると決めており、放課後は一人でベースの練習に明け暮れる日常だった。
相生姉妹の住む地区で大物演歌歌手の新渡戸団吉を呼んで音楽祭を開く話が持ち上がる。仕掛け人は、あかねと幼馴染で同じ市役所に務める中村正道。正道は慎之介のバンド仲間でドラム担当でもあった。離婚歴のある正道はあかねに気があり、あおいにもそれをほのめかしていた。正道は、別の部署にいるあかねを「ヘルプ」として音楽祭の要員に加えてしまう。
月曜日、あおいが近所のお堂でベースの練習をしていると、13年前のしんののような高校生が突然現れる。あおいは幼い頃、このお堂でしんののバンドの練習を姉と眺めた記憶があった。あおいが驚いて姉のいる自宅に帰ったところに正道が訪れ、姉妹は団吉の到着を歓迎する手伝いをさせられる。団吉は西武秩父駅前にステージトラックで歌いながら現れ、そのバックバンドでは31歳の慎之介がギターを弾いていた。先に帰宅したあおいは、正道の息子・正嗣とともに再度お堂に向かう。高校生は13年前、あかねに東京に行かないと言われてそのままお堂にとどまり目覚めたしんのだと話す。なぜかしんのは見えない壁に阻まれてお堂から外に出ることができなかった。正嗣はこのしんのは慎之介の「生霊」ではないかという。今の状況をあおいから聞いたしんのは、あかねと今の慎之介がくっつけば生霊の自分は慎之介の中に戻るから、二人を一緒にしてやりたいとあおいに頼む。一方、慎之介は歓迎会で酔いつぶれ、あかねにホテルまで送られる。飲みなおそうと絡む慎之介をあかねはいなし、「がっかりさせないで」と言い残して帰宅した。
翌日、あおいが高校の図書室であかねや慎之介の卒業アルバムを見ると、あかねは「井の中の蛙大海を知らず、されど空の青さを知る」と寄せ書きに記していた。団吉のバックバンドではドラムとベースが火を通さずに食べた鹿肉が原因で食中毒に倒れ入院。あかねの提案で正道とあおいが代役を務めることになるが、慎之介は「遊びと一緒にされたくない」と不快感を示し、あおいは意地になり演奏を披露。周囲は好評だったが、慎之介だけは厳しい表情をする。
次の日、練習で正道とあおいの素人ぶりの演奏に慎之介は容赦なく厳しい言葉を浴びせ、高校生の頃の優しい姿との違いにあおいは怒りを覚える。そこへキャバクラ嬢がバンドメンバーを誘いに訪れ、練習は解散。その模様をあおいが貸したスマホを通じてしんのは目にした。未来の「自分」の姿にしんのは憤るも、プロのギタリストになっていたことには素直に感動し、戻ってきたあおいを励まして練習に付き合った。
翌日、慎之介は素人と練習すると腕が鈍るという理由で練習に来なかった。夜、お堂であおいは、自分は卒業後に東京に出てバンドをやるとしんのに打ち明けた。自分の意志を継ぐ者がいたと喜ぶしんのに、あおいはあかねに自由に生きてもらいたいから自分が地元を離れるという邪な理由だと話す。それでもあおいをほめるしんのにあおいはデコピンをねだり、逃げるように自宅に戻った。
金曜日、同級生の大滝千佳が前夜慎之介と一緒にいたと知ったあおいは、帰宅したあかねに「あか姉が一緒についていけば慎之介さんはクズにならなかった」「私はあか姉みたいになりたくない」と思わず傷つける言葉を投げつけ、正嗣の家に行ってしまう。正道に、あかねと結婚してもいいと話すあおいだったが、正道が団吉を呼んだ真意が慎之介をあかねに引き合わせるためだったと知って、大人は汚いと非難した。
土曜日、新渡戸団吉一座とあおいやあかね、千佳は音楽祭の準備のためにホールに集まる。千佳は慎之介は真面目で何もなかったとあおいに話す。ホールの裏で一人ギターを爪弾く慎之介のもとにあかねが現れ、慎之介の唯一のソロ曲をねだった。慎之介はいろんな声帯模写を織り交ぜて歌い、あかねは笑い転げる。その場面をあおいは遠くから目撃し、高校生の頃と同じだと気づく。慎之介がその場を去ったあと、あかねが一人静かに泣いているのをあおいは目にした。帰宅後、偶然あおいは、あかねが高校生の時自分の養育のための工夫をつづったノートを見つけ、涙をこぼした。あおいは雨の中お堂に向かい、しんのが好きだがあかねも同じくらい好きであることをしんのに打ち明けた。
翌日、ホールでのリハの前に団吉が肌身離さずつけているペンダントがないと言い出した。スマホの写真から割り出された紛失場所（トンネル）に、あかねは自分の車で探しに出かけた。しばらくして弱い地震があり、あかねの向かった方面で土砂崩れが起きたという知らせが入る。あかねのスマホが不通で不安に駆られたあおいはお堂へと足を向けた。お堂では先に来た慎之介が、しんのと対面していた。しんのはあかねを探しに行こうとせず夢が叶わずやさぐれた慎之介を罵倒する言葉をぶつけ、慎之介にこの世界はコネと運だと現実の厳しさを突きつけられながらも自分と違って外に出たのだから上手くいかないこともあっても将来お前になってもいいと思わせてくれと叫ぶ。しんのは見えない壁を押し始め、それを見たあおいも全力でしんのの手を引くと、しんのはお堂から外に出ることができた。しんのはあおいの手を引いて飛び跳ね、二人は空高く舞い上がり、あかねのいる場所に向かった。一方慎之介はタクシーであかねのいる場所をめざし、通行止めの場所からは歩いて現場のトンネルに駆け付ける。トンネルの入口は土砂崩れで埋まり、あおいが先に来ていた。
そのころ、トンネルの中でペンダントを見つけたあかねは、反対の入口にいたしんのに出会う。しんのは、あおいという妹を大切にできるあかねを好きになれてよかったと話す。しんのはあかねを救出してあおいと慎之介に合流した。あおいは「3人で行って」とあかねの車に乗らなかった。しんのが眠る車中で、慎之介はあかねへの思いを口にし、あかねがそれに応じると、しんのは姿を消した。一人残ったあおいは田舎道を走り、しんのが消えたことに気づくと急に立ち止まって涙をこぼしてから「あー、空、クッソ青い」とつぶやくのだった。
エンドロールでは登場人物の「その後」を描いたイラストが掲示され、その中では慎之介とあかねが2022年6月5日に結婚式を挙げたことが示されている。

## 登場人物
相生 あおい（あいおい あおい）
声 - 若山詩音
本作品の主人公。あかねの妹。高校2年生。ボブカットに太い眉が特徴。慎之介同様、左目の白目にほくろがある。将来は東京に出てバンドで天下を取ることが夢。学校での交友関係はほとんど出てこず、スマートフォンでクラスメートなどと連絡を取り合うこともしていない。正嗣によると勉強は苦手。
感情表現が激しく、慎之介から自分を見下すような言葉を投げられたときや、正道が団吉を呼んだ真意を聞いたときには、怒りを示す態度や行動を取ったり、千佳と慎之介との不純異性交遊を疑い、千佳を「股ゆる」呼ばわりもした（翌日千佳に謝っている）。同じ理由で慎之介に対しても「ろくでなし」と表現した場面がある。
おにぎりの具は昆布が好み。好きなおかずはあかね手作りのメンチカツ。
幼少時に慎之介たちのバンドの練習を見てベースに興味を抱き、慎之介からは「でっかくなったら、うちのベースな」と言われていた。
金室 慎之介（かなむろ しんのすけ）
声 - 吉沢亮
31歳。高校を卒業してからミュージシャンを目指して上京、一度はソロデビューを果たすが、今は新渡戸団吉のバックバンドでギターを担当。高校時代は正道や番場、阿保とバンドを組んでいた。上京する際に、練習場所のお堂に愛用のギター（「あかねスペシャル」という愛称）を残していった。
「ビッグなミュージシャンになってあかねを迎えに来る」ことを目指していたため、現実と理想の違いと演歌歌手のバックバンドとして帰郷したことにやさぐれて屈折した感情を抱いているが、あおいや正道の問題点をはっきり指摘するなどプロ意識は高い。
左目の白目にほくろがある。おにぎりの具はツナマヨが好み。また、しんのによると「出べそ」。高校3年当時の場面ではあおいに「デブ」と罵倒され「体脂肪率7%」と話している。
しんの
声 - 吉沢亮
慎之介のあだ名であるが、作中では13年前の意識と姿を持ったまま出現した、もう一人の慎之介を指して使われる。学生服姿で髪は赤く染めており、裸足である。
13年前の意識のため、スマートフォンの便利さに感動したり、『こち亀』が終わったと知って驚く描写がある。
相生 あかね（あいおい あかね）
声 - 吉岡里帆
31歳。あおいの姉で、慎之介の元恋人。通勤に使う自家用車であおいを日頃送迎している。勤務先は市民生活課。あおいからは「あか姉（ねえ）」と呼ばれている。
あおい同様太い眉が特徴で高校時代から眼鏡をかけている。あおいと異なり、感情を表現することは少ない。
高校時代は慎之介たちのバンドの練習におにぎりの差し入れをしていたが、具はあおいが好む昆布だけで慎之介の好むツナマヨは一度も作っていなかった。
新渡戸 団吉（にとべ だんきち）
声 - 松平健
紅白にも出場歴のある大物演歌歌手。音楽祭で唄うことになり、バックバンドを連れて秩父を訪れる。いつも首にペンダントをかけている。非常にポジティブな性格で、細かいことは気にしない。
「地元の心を知ることが必要」とバンドメンバーとともに市役所の費用で秩父周辺を物見遊山していた。
バンドメンバーが食中毒で倒れても「カラオケをバックで歌うことだけは断固として拒否します」と主張し、あかねからの代役（あおいと正道）起用の提案を受け入れた。
岬鷺宮による小説版では、慎之介から「空気が読めないし無神経なところもあるけれど、そういう部分（引用者注：レコード会社から引き出した金で、バンドメンバーを美食やレジャーに連れて行くこと）は大物らしく本当に人格者」と評されている。
中村 正道（なかむら まさみち）
声 - 落合福嗣
慎之介とあかねの同級生。あかねと同じく市役所の職員で、現在は観光課に勤務。音楽祭に新渡戸団吉を呼ぶことを画策した。高校時代は慎之介や番場、阿保とバンドを組んでドラムを担当していた。
妻の浮気による離婚歴があり、本人曰く「相手に浮気された被害者」「清く正しいバツイチ」。
あおいやあかね、慎之介らからは「みちんこ」と呼ばれている。
中村 正嗣（なかむら まさつぐ）
声 - 大地葉
正道の息子で小学5年生。眠そうな目付きを除けば高校時代の正道に瓜二つ。
落ち着いて大人びたところがあり、しんのに向かっては自分があおいに恋心を抱いていることを話し、しんのを恋敵と名指しした。
正道やあかね、あおいからは「ツグ」と呼ばれている。
大滝 千佳（おおたき ちか）
声 - 種﨑敦美
あおいの同級生。甘ったるい声が特徴。
バンドマンの彼氏を作るのが目下の目標で、その興味からあおいにつきまとい（あかねの送迎を「彼氏」と勘違いしていた）、慎之介に会いに行ったりして、成り行きで音楽祭を手伝う。
番場（ばんば）
声 - 上村祐翔
慎之介や正道のかつてのバンド仲間で、ボーカル担当だった。回想シーンのみの登場。
阿保（あぼ）
声 - 吉野裕行
慎之介や正道のかつてのバンド仲間で、ベース担当だった。あおいは彼を見てベースに興味を持った。現在は埼玉県警察の警察官。回想シーンと終盤に登場。
マネージャー
声 - 江越彬紀
新渡戸団吉とそのバックバンドのマネージャー。真面目な性格の常識人で伊藤と児玉が食中毒（しっかり火を通さずに食べた鹿肉が原因）で入院するはめになったときは厳しく叱った。
あかねの同僚
声 - 貫井柚佳
市役所の職員。あかねと会話するシーンのみに登場。

### 新渡戸団吉バンド
キーボード
声 - 土田大
喫煙者で眼鏡をかけている。慎之介が一度ソロデビューしたことを知っている。
伊藤（いとう）
声 - 木島隆一
ベース担当。
児玉（こだま）
声 - 小林親弘
ドラム担当。
トロンボーン
声 - 杉崎亮
サックス
声 - 前田弘喜
トランペット
声 - 楠大典

### 役名無し
声 - 小形満、相馬康一、日野まり、高梨謙吾、河村梨恵、高宮彩織、田所陽向、所河ひとみ、原奈津子

## スタッフ
- 原作 - 超平和バスターズ[33]
- 監督 - 長井龍雪[33]
- 脚本 - 岡田麿里[33]
- キャラクターデザイン・総作画監督 - 田中将賀[33]
- 音楽 - 横山克[34]
- 製作 - 岩上敦宏、宇津井隆、市川南、古澤佳寛、井上伸一郎
- 企画・プロデュース - 清水博之、川村元気[3]、斎藤俊輔
- プロデューサー - 小田桐成美、尾崎紀子
- 共同プロデューサー - 日高峻
- 演出 - 黒木美幸
- 美術監督 - 中村隆
- 色彩設計 - 中島和子
- セットデザイン - 川妻智美
- 撮影・CG監督 - 森山博幸
- 編集 - 西山茂
- 音響監督 - 明田川仁
- アニメーションプロデューサー - 賀部匠美
- 制作統括 - 岩田幹宏
- 宣伝プロデューサー - 鎌田亮介
- 配給 - 東宝[33]
- 制作 - CloverWorks[33]
- 製作 - アニプレックス、フジテレビジョン、東宝、STORY、KADOKAWA[34]

## 音楽
全作詞・作曲・歌 - あいみょん

### 主題歌
「空の青さを知る人よ」
編曲 - 近藤隆史、立崎優介、田中ユウスケ、岡村美央（ストリングスアレンジ）
なお、作中では「金室慎之介の唯一のソロシングルに収録された歌」という設定である。

### エンディングテーマ
「葵」
編曲 - 関口シンゴ

### 劇中使用曲
ゴダイゴの「ガンダーラ」が随所で使用されている。あおい（若山）が歌うシーンもある。ゴダイゴのメンバーであるタケカワユキヒデは本作を公開後に鑑賞し、自身のウェブサイトで「僕はもう嬉しくて、ニヤニヤしっぱなしでした。青春が（特に音楽家を目指す人の青春が）とても素敵に描かれている映画で、ウルウルしながらニヤニヤして、いい時間をもらいました。」と記した。

## メディア展開
小説
2019年8月23日に『小説 空の青さを知る人よ』が角川文庫より発売 (ISBN 978-4-04-108655-1)。額賀澪の執筆によるもので「脚本をもとに書き下ろした」と注記がある。
2019年9月25日に『空の青さを知る人よ』が角川つばさ文庫より発売(ISBN 978-4-04-631949-4)。角川文庫版と同様に額賀澪の執筆によるもので、内容も振仮名とイラスト（画：あきづきりょう）がある他は同内容。
2019年10月10日に『空の青さを知る人よ Alternative Melodies』が電撃文庫より発売 (ISBN 978-4-04-912801-7)。岬鷺宮の執筆によるもので別の視点から物語を描いたスピンオフ。
漫画
2019年7月26日から2021年1月29日まで蜷川ヤエコの執筆により、コミックNewtype (KADOKAWA) に連載された。全4巻で完結。
1. 2019年10月25日発売[45]、ISBN 978-4-04-108848-7
2. 2020年4月25日発売[46]、ISBN 978-4-04-109438-9
3. 2020年9月24日発売[47]、ISBN 978-4-04-110178-0
4. 2021年3月26日発売[48]、ISBN 978-4-04-111186-4

## 関連商品

### 映像ソフト
2020年6月10日に完全生産限定版（BD：ANZX-12225 - 12226、DVD：ANZB-12225 - 12226）と通常版（BD：ANSX-12225、DVD：ANSB-12225）がリリースされた。当初は4月29日にリリースが予定されていたが、新型コロナウィルスの感染拡大に伴う「緊急事態宣言」により延期された。リリースを記念して、新渡戸団吉役の松平健らが作中に登場する曲「秩父どんと恋」に合わせて踊るダンスムービーが
5月に公開された。

## 評価
「ぴあ映画初日満足度ランキング」において、2019年10月11日・12日公開作品の中で91.9点の1位となった。
アニメーション監督の新海誠は、10月17日に自身のTwitterにおいて「『これは自分のためだけの映画だ』と思ってしまう人がきっとたくさんいるような、とても気持ちのいい映画でした。」と記した。
『サマーウォーズ』の副監督や『ソードアート・オンライン』『HELLO WORLD』の監督を務めた伊藤智彦は、長井龍雪との対談で「子ども目線ではないところへ踏み入ったのが良かった」と語っている。

## 興行成績
興行通信社によると、公開後最初の週末4日間の興行収入が約1億6600万円、観客動員約12万6000人で週末の観客動員ランキング4位となった。公開3週目の10月26日-10月27日には10位に下がったが、動員33万人、興収4億円を突破している。

## 受賞歴
2020年
- 第43回日本アカデミー賞 優秀アニメーション作品賞[57]